# Duel a l'alba
Duel a l'alba (títol original en italià: Il grande duello) és una pel·lícula d'spaghetti western dirigida per Giancarlo Santi i estrenada el 1972. Ha estat doblada al català.

## Argument
Philip Wermeer és acusat d'haver matat Samson, el patriarca d'un clan poderós de Tucson. És perseguit pels seus tres fills que no vacil·len a enviar assassins a la seva recerca. Mentre aquest està en perill, sorgeix una tercera figura en la persona de Clayton, un xèrif misteriosament vingut a menys, que arriba per donar un cop de mà. Les seves raons continuen sent fosques però sembla voler obligar-lo a experimentar un procés en deguda forma de cara al clan Samson, al mateix temps que sembla l'únic que coneix la veritat sobre l'homicidi de l'ex-tirà...

## Repartiment
- Lee Van Cleef: el xèrif Clayton
- Horst Frank: David Saxon
- Peter O'Brien (Alberto Dentice): Philip Wermeer
- Jess Hahn: Big Horse, el conductor de la diligència
- Marc Mazza: Eli Saxon
- Klaus Grünberg: Adam Saxon

## Crítiques
Per a la revista Télé 7 jours,  Duel a l'alba  no és 
| « | el millor dels westerns-espagueti però, en el gènere, una pel·lícula del tot honorable. | » |